# Hotel d'Hane-Steenhuyse
L'Hotel d'Hane-Steenhuyse è un palazzo del XVIII secolo situato in Veldstraat a Gand, in Belgio. Per un certo periodo fu proprietà della famiglia D'Hane de Steenhuyse.

## Storia
L'edificio fu costruito nel 1768-1773 da Jan Baptist Simoens, che progettò e realizzò la facciata posteriore e la salle à l'italienne. La facciata anteriore fu probabilmente progettata da David 't Kindt, teoria tuttavia non confermata dalle prove d'archivio. Intorno all'inizio del XIX secolo l'edificio fu utilizzato esclusivamente dalla nobilità e, nel 1815, ospitò l'espulso re di Francia, Luigi XVIII, il quale, durante il suo esilio, regnava con la sua corte nell'albergo stesso. In seguito, Luigi XVIII, in segno di ringraziamento, regalò all'hotel un servizio da dessert in porcellana attualmente conservato nello STAM.
Nel XX secolo l'albergo cadde in disuso. Nel 1949 ospitò il Museo dei Cento Giorni, ma senza riscuotere molto successo.
Nel 1981, l'edificio divenne proprietà della città di Gand, che inizialmente comprendeva un centro informazioni e successivamente il Servizio di gestione dei monumenti. Negli anni '90 subì una profonda ristrutturazione ma l'accesso al pubblico rimase molto limitato. Nel 2015 venne aperto il piano terra per consentire attività commerciali.

### Proprietari
L'hotel è stato costruito da tre membri della famiglia D'Hane de Seenhuyse:
- Conte Emmanuel Ignace d'Hane (1702–1771): edificio principale e facciata
- Conte Pierre Emmanuel d'Hane de Leeuwergem (1726–1786): ampliamento e facciata del giardino
- Conte Jean-Baptiste d'Hane de Steenhuyse (1757-1826): decorazione d'esterni e d'interni

Dopo la fine della discendenza maschile, il palazzo cittadino passò nelle mani di Valerie van Pottelsberghe de la Potterie.

### Ospiti famosi
Sotto Jean-Baptiste, l'edificio ospitò tra i personaggi più importanti d'Europa:
- 1803: Talleyrand (accompagnò il primo console Napoleone Bonaparte durante la sua visita negli ex Paesi Bassi austriaci)
- 1811: Girolamo Bonaparte, re di Westfalia
- 1814: Alessandro I, zar di Russia
- 1814: John Quincy Adams, uno degli ospiti a una cena con la delegazione inglese e quella americana che avevano negoziato il Trattato di Gand
- 1815: Luigi XVIII, il re di Francia in fuga da Napoleone durante i Cento giorni
- 1815: François-René de Chateaubriand
- 1815: l'appena incoronato re dei Paesi Bassi, Guglielmo I, e sua moglie Guglielmina durante la loro Gioiosa Entrata a Gand (5 settembre)
- 1818: principe Guglielmo II dei Paesi Bassi

## Descrizione

### Pianta
L'edificio fu costruito sui vari residui delle case più antiche, il che spiega la forma irregolare della facciata. L'obiettivo era quello di massimizzare l'utilizzo dello spazio disponibile, in modo da seguire la fascia di pertinenza. Questo spiega la sporgenza della parte centrale della facciata.
Integrando l'edificio tra quelli esistenti, anche la pianta fu modificata. Di solito, gli hotel come questo avevano un ingresso centrale che garantiva l'accesso al vestibolo, il quale era perpendicolare alla facciata. A sinistra e a destra del vestibolo si trovavano le stanze, simmetriche l'una rispetto all'altra.
Nel caso dell'Hotel d'Hane-Steenhuyse, la pianta simmetrica è stata abbandonata. L'unico accesso all'edificio è costituito da un portone d'ingresso per le carrozze posto all'estremità della facciata (cioè direttamente a fianco dell'edificio adiacente). Le stanze sono disposte intorno al vestibolo.
Le stanze non solo erano accessibili separatamente tramite il vestibolo, ma erano anche collegate da corridoi, formando quindi formavano un'enfilade. Inoltre, c'era un sistema di passaggi nascosti che concedeva al personale di entrare nelle stanze con discrezione.
Inoltre l'immobile dispone di un cortile con terrazza, il quale fu allestito nel 1773, in puro stile Luigi XVI.

### Facciate
L'edificio è composto da due facciate. Quella principale, in stile Luigi XV, si trova sulla Veldstraat. Essa contiene sia elementi barocchi che rococò e presenta una parte mediana sporgente con semicolonne corinzie e frontone ad arco ribassato.
La facciata posteriore è in stile neoclassico (Luigi XVI). A differenza della facciata anteriore, quella posteriore è composta da tre sezioni orizzontali. Il fondo è concepito come un piedistallo. La facciata presenta pilastri e un frontone ed è adiacente al cortile.

### Stanze
Gli ambienti del piano terra hanno funzione di rappresentanza. Si tratta di saloni e sale tipici delle classi sociali benestanti dell'epoca. In particolar modo, l'alta sala da ballo à l'italienne è riccamente decorata con affreschi del soffitto, specchi, un'elegante scalinata e un pavimento in parquet firmato Henri Feylt.
Per quanto riguarda le stanze, sul piano si potevano trovare: la camere da letto del padrone e della padrona di casa (separate, secondo l'uso dei tempi), una biblioteca, una sala per le collezioni e altre stanze. Le cantine erano adibite a locali di servizio e sono più vecchie dell'hotel stesso. Durante la costruzione dell'hotel, infatti, le cantine a volta delle case che si trovavano lì precedentemente furono mantenute e adattate. Il personale viveva in delle mansarde non riscaldate.
Le stanze erano arredate con molta attenzione alla simmetria e alla gerarchia, mentre sulle pareti erano disposte il più simmetricamente possibile placche a muro, finestre, carta da parati e porte sia vere che false. La parete col camino era considerata la più importante. Ogni stanza aveva il suo schema di colori.

## Fonti
- Ed Taverne e Irmin Visser (ed. ), Stedebouw: La storia della città nei Paesi Bassi dal 1500 ad oggi (Amsterdam: Uitgeverij SUN), 2004,ISBN 90 6168 401 3, pagine 144–145
- Dirk Van de Perre e altri, L'architettura della luce (Gand, 2013)
- B. Baillieul e M. Daem (1985), L'Hotel d'Hane-Steenhuyze a Gent, in: Hand. MGOG, vol. XXXIX, pp. 173–201
- Johan Decavele (1984), frangia francese alla taglia di Gent. Arte civile a Gand nel XVIII secolo (Gand: Dipartimento degli affari culturali), 175 pagine.
- L'Hotel d'Hane-Steenhuyse a Gand. Museo dei Cento Giorni. Breve guida (1965)
- G. Broget (1990), "A proposito di d'Hane Steenhuyse, Louis XVIII e Chateaubriand", in: Ghendtsche Tydinghen, n. XIX, pp. 238-259
- Acquisizioni Regal, stamgent.be, 24 marzo 2011 (visitato il 7 maggio 2015)
- Hotel d'Hane-Steenhuyse (ID: 25985), Inventario del patrimonio architettonico
- kikirpa.be